# Фудбалска репрезентација Обале Слоноваче
Фудбалска репрезентација Обале Слоноваче (популарни Слонови) је национална фудбалска репрезентација која представља Обалу Слоноваче на међународним такмичењима, а под контролом је Фудбалског савеза Обале Слоноваче.
Били су шампиони Афричког купа нација 1992. и Афричког купа нација 2015. године. Три пута су се квалификовали на Светско првенство, 2006, 2010. и 2014. године, али су такмичење завршавали у групној фази.

## Резултати репрезентације

### Светско првенство
| Година         | Коло                  | Позиција              | ИГ                    | П                     | Н                     | И                     | ГД                    | ГП                    |
| -------------- | --------------------- | --------------------- | --------------------- | --------------------- | --------------------- | --------------------- | --------------------- | --------------------- |
| 1930. до 1970. | Није учествовала      | Није учествовала      | Није учествовала      | Није учествовала      | Није учествовала      | Није учествовала      | Није учествовала      | Није учествовала      |
| 1974. до 2002. | Није се квалификовала | Није се квалификовала | Није се квалификовала | Није се квалификовала | Није се квалификовала | Није се квалификовала | Није се квалификовала | Није се квалификовала |
| 2006.          | Групна фаза           | 19                    | 3                     | 1                     | 0                     | 2                     | 5                     | 6                     |
| 2010.          | Групна фаза           | 17                    | 3                     | 1                     | 1                     | 1                     | 4                     | 3                     |
| 2014.          | Групна фаза           | 21                    | 3                     | 1                     | 0                     | 2                     | 4                     | 5                     |
| 2018.          | Није се квалификовала | Није се квалификовала | Није се квалификовала | Није се квалификовала | Није се квалификовала | Није се квалификовала | Није се квалификовала | Није се квалификовала |
| 2022.          | Није се квалификовала | Није се квалификовала | Није се квалификовала | Није се квалификовала | Није се квалификовала | Није се квалификовала | Није се квалификовала | Није се квалификовала |
| Укупни         | 3/22                  |                       | 9                     | 3                     | 1                     | 5                     | 13                    | 14                    |

### Куп конфедерација
| Година         | Коло                  | ИГ | П | Н | И | ГД | ГП |
| -------------- | --------------------- | -- | - | - | - | -- | -- |
| 1992.          | 4. место              | 2  | 0 | 0 | 2 | 2  | 9  |
| 1995. до 2017. | Није се квалификовала | -  | - | - | - | -  | -  |
| Укупно         |                       | 2  | 0 | 0 | 2 | 2  | 9  |

### Афрички куп нација
| - 1957 до 1963 — Без учешћа на квалификацијама - 1965. — треће место - 1968. — треће место - 1970. — 4. место - 1972. — неуспеле квалификације - 1974. — 1. круг - 1976. — неуспеле квалификације - 1978. — дисквалиф. - 1980. — 1. круг - 1982. — без учешћа на квалификацијама - 1984. — 1. круг - 1986 — 1. круг - 1990 — 1. круг - 1992 — Прваци - 1994 — 3. место |  | - 1996 — 1. круг - 1998 — четвртфинале - 2000 — 1. круг - 2002 — 1. круг - 2004 — неуспеле квалиф. - 2006 — 2. место - 2008 — 4. место - 2010 — четвртфинале - 2012 — 2. место - 2013 — четвртфинале - 2015 — Прваци - 2017 — 1. круг - 2019 — четвртфинале - 2021 — осмина финала - 2023 — Прваци |

## Селектори
- Марсијал Јео 1992
- Робер Нузаре
- Филип Трусје 1993
- Анри Мишел 2004—2006
- Ули Штилике 2006—2008
- Жерар Жили, 2008 (привремени)
- Ули Штилике, 2008 (привремени)
- Вахид Халилхоџић 2008—2010
- Свен Горан Ериксон 2010
- Франсоа Зауи 2010—2012
- Сабри Ламуши 2012—2014
- Ерв Ренар 2014—2015
- Мишел Дусијер 2015—2017
- Марк Вилмот 2017
- Ибрахима Камара 2018—данас